# فرودگاه بین‌المللی رسچینو
فرودگاه بین‌المللی رسچینو (به انگلیسی: Roschino International Airport) یک فرودگاه همگانی با کد یاتا TJM است که یک باند فرود بتن دارد و طول باند آن ۳۰۰۳ متر است. این فرودگاه در شهر تیومن کشور روسیه قرار دارد و در ارتفاع ۱۱۳ متری از سطح دریا واقع شده‌است.

## شرکت‌های هواپیمایی و مقصدهای پروازی
| شرکت‌های هواپیمایی                 | مقصدهای پروازی |
| --------------------------------- | --- |
| آئروفلوت                          | شرمتیوو |
| آئروفلوت اجرا توسط روسیه ایرلاینز | پالکوو فصلی: سوچی |
| اطلس گلوبال                       | آتاترک |
| آزور ایر                          | چارتر فصلی: سووارنابومی، پوکت |
| الین‌ایر                           | چارتر فصلی: سالونیک |
| Katekavia                         | Beloyarsky, Berezovo, خانتی-مانسییسک, Igrim, Mys Kamenny, سورگوت |
| کومی‌اویاترنس                      | بولشویه ساوینو |
| Orenburzhye                       | خانتی-مانسییسک، تسنترالنی |
| Pegas Fly                         | چارتر فصلی: کام رانح، پوکت |
| پابیدا                            | ونوکووا |
| رد وینگز ایرلاینز                 | فصلی: سیمفروپول |
| اس۷ ایرلاینز                      | تولمچوا، دوموده‌دوو، سالخارد |
| یوتی‌ایر اوییشن                    | Beloyarsky, Beryozovo, Igrim, خانتی-مانسییسک، خجند، یملیانو، ونوکووا، نیژنوارتوفسک، تولمچوا، نووی اورنگوی, نیاگان، سووتسکی تیومنسکایا، سورگوت، اوفا, اورای، کولتسوو |
| ازبکستان ایرویز                   | تاشکند |
| یامال ایرلاینز                    | قازان، پاشکوفسکی، مینرالنیه وودی، دوموده‌دوو، نادیم، استریگینو، نووی اورنگوی, نویابرسک، سالخارد، کورومچ، سیمفروپول، سوچی، پالکوو، بوگاشف، کولتسوو فصلی: شارجه        |